# Spokojny Amerykanin (film 2002)
Spokojny Amerykanin – amerykańsko-niemiecko-brytyjsko-francusko-australijski thriller na podstawie powieści Grahama Greene’a pod tym samym tytułem.

## Obsada
- Michael Caine – Thomas Fowler
- Do Thi Hai Yen – Phuong
- Rade Serbedzija – Inspektor Vigo
- Brendan Fraser – Alden Pyle
- Holmes Osborne – Bill Granger
- Robert Stanton – Joe Tunney

## Nagrody i nominacje
Oscary za rok 2002
- Najlepszy aktor - Michael Caine (nominacja)

Nagrody BAFTA 2002
- Najlepszy aktor - Michael Caine (nominacja)

Złote Globy 2002
- Najlepszy aktor dramatyczny - Michael Caine (nominacja)

Nagroda Satelita 2002
- Najlepszy aktor dramatyczny - Michael Caine
- Najlepszy film dramatyczny (nominacja)
- Najlepsza reżyseria - Phillip Noyce (nominacja)
- Najlepsza aktorka drugoplanowa w dramacie - Do Thi Hai Yen (nominacja)